# Manoir de Lyvonnière
Le manoir de Lyvonnière est un édifice situé à Domfront en Poiraie, en France.

## Localisation
Le monument est situé dans le département français de l'Orne dans la commune nouvelle de Domfront en Poiraie, précisément à Rouellé au lieudit L'Hyvonnière-sud.

## Historique
L'édifice date du XVIIe siècle et est remanié aux XVIIIe et XIXe siècles.
Il fut la propriété de Jacques et Colette Roulleaux-Dugage, maires de Rouellé.

## Architecture
L'édifice fait l'objet d'une inscription partielle au titre des Monuments historiques depuis le 30 juin 2005 : le salon Henri IV avec ses boiseries fait l'objet de l'arrêté.